# Aubel
Aubel (/obɛl/; in vallone Åbe) è un comune belga di 4 166 abitanti, situato nella provincia vallona di Liegi.